# Craig Olejnik
Craig Olejnik (Halifax, 1º giugno 1979) è un attore canadese.
È noto soprattutto per la sua interpretazione nella serie televisiva The Listener del protagonista Toby Logan, un paramedico dotato di telepatia. Tra gli altri suoi ruoli vi sono quelli nei film I tredici spettri e Il museo di Margaret e nelle serie televisive Runaway e Wolf Lake. Inoltre Olejnik è il regista, sceneggiatore e produttore del cortometraggio Interview with a Zombie del 2005.

## Vita privata
Sposato dal 2018 con Faviola Pérez.

## Filmografia

### Cinema
- Il museo di Margaret (Margaret's Museum), regia di Mort Ransen (1995)
- Teen Sorcery, regia di Victoria Muspratt (1999) – direct-to-video
- I tredici spettri (Thirteen Ghosts), regia di Steve Beck (2001)
- Flower & Garnet, regia di Keith Behrman (2002)
- Interview with a Zombie, regia di Larry Bain e Craig Olejnik (2005) – cortometraggio
- The Timekeeper, regia di Louis Bélanger (2009)

### Televisione
- So Weird - Storie incredibili (So Weird) – serie TV, episodio 3x23 (2001)
- Wolf Lake – serie TV, episodi 1x01-1x03 (2001)
- Obituary, regia di John Bradshaw – film TV (2006)
- Runaway - In fuga (Runaway) – serie TV, 8 episodi (2006)
- In God's Country, regia di John L'Ecuyer – film TV (2007)
- The Listener – serie TV, 65 episodi (2009-2014)
- I misteri di Murdoch (Murdoch Mysteries) – serie TV, episodio 4x04 (2011)
- Haven – serie TV, episodio 4x08 (2014)
- Christmas Truce, regia di Brian Skiba – film TV (2015)
- Real Detective – serie TV, episodio 2x02 (2017)

## Doppiatori italiani
Nelle versioni in italiano dei suoi film, Craig Olejnik è stato doppiato da:
- David Chevalier in I misteri di Murdoch
- Marco Vivio in Runaway - In fuga
- Francesco Pezzulli in The Listener